# لين بيترسون
لين بيترسون (بالإنجليزية: Len Peterson)‏ (15 مارس 1917 - 28 فبراير 2008)؛ روائي كندي.